# بصرى زفر الصغير
بصرى زفر الصغير قرية سورية تتبع ناحية أبو الظهور في منطقة مركز إدلب في محافظة إدلب. بلغ عدد سكانها 386 نسمة في عام 2004 حسب إحصاء المكتب المركزي للإحصاء.